# Рогожкін Вадим Олексійович
Вади́м Олексі́йович Рого́жкін (10 січня 1988, Миколаїв — 19 жовтня 2014, Фрунзе, Луганська область) — старший солдат Збройних сил України.

## Життєпис
Проживав у селі Митрофанівка, куди родина переїхала 2001 року — до бабусі, батьки розлучилися. Закінчив Олександрійське профтехучилище, здобув спеціальність будівельника, після строкової армійської служби їздив на заробітки, де працював за професією.
Мобілізований у жовтні 2014 року, старший солдат 2-ї танкової роти танкового батальйону, 24-та окрема механізована бригада.
Загинув 19 жовтня 2014-го під час супроводження вантажу з провізією на 32-й блокпост на Бахмутці. Танк Вадима дістав пряме влучення снаряду. Двоє бійців змогли врятуватися, Вадим не зміг вилізти з танка.
Вважався зниклим безвісти, ідентифікований серед загиблих, похованих 18 листопада 2014-го під Старобільськом — останки виявили у двох могилах. На початку липня 2016 року силами громади Митрофанівки та одеських волонтерів місії «Чорний тюльпан» останки Вадима повернули додому, перепохований 8 липня 2016-го у Митрофанівці.
Лишились хвора мама та батько — живе в Росії.

## Нагороди та вшанування
За особисту мужність і героїзм, виявлені у захисті державного суверенітету та територіальної цілісності України, вірність військовій присязі під час російсько-української війни, відзначений — нагороджений
- 25 листопада 2016 року — орденом «За мужність» III ступеня (посмертно)[3]